# Tillig

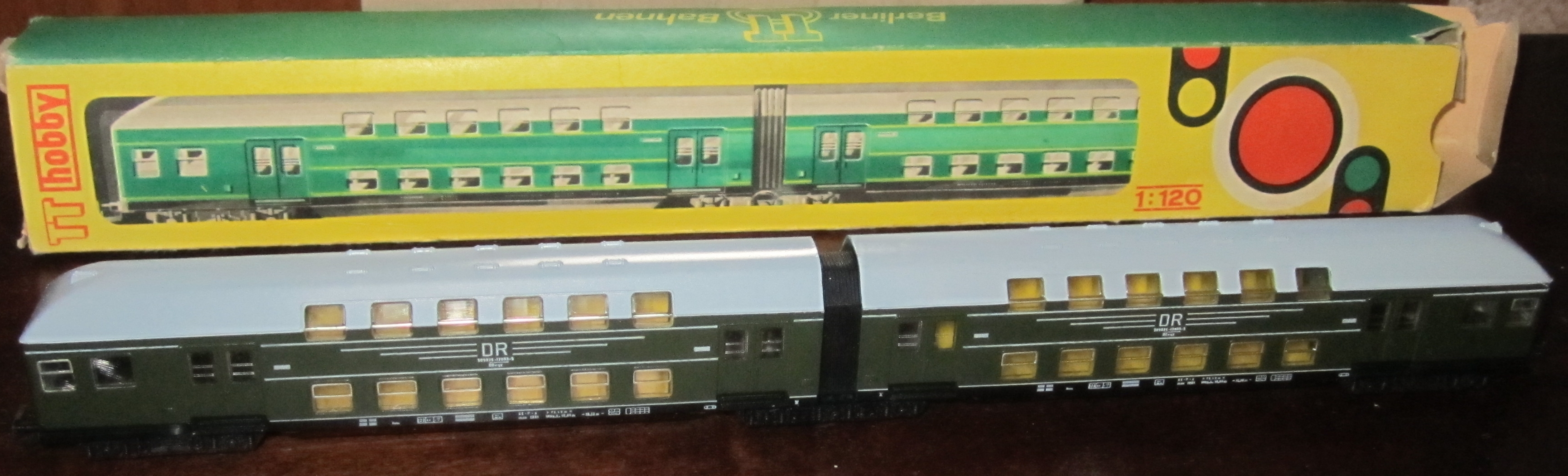
Poschoďový vůz TT

TILLIG Modellbahnen GmbH & Co. KG je německý výrobce modelových vláčků. Firma sídlí v německém městě Sebnitz a dodnes je předním vydavatelem železničních modelů v měřítku TT, ale vyrábí též modely v měřítku H0.